# Bischöfliche Methodistenkirche

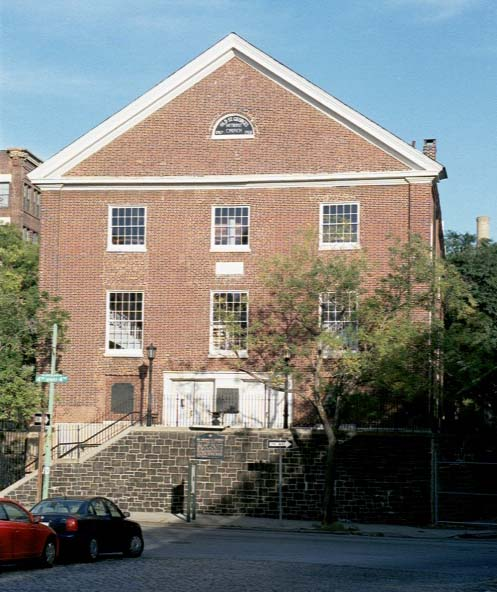
St. George’s Church in Philadelphia, PA, USA

Die Bischöfliche Methodistenkirche (englisch: Methodist Episcopal Church) wurde Ende Dezember 1784 an der Weihnachtskonferenz in der Lane-Kapelle in Baltimore, Delaware, in den Vereinigten Staaten gegründet. Sie war somit die erste methodistische Kirche. Bis dahin war der Methodismus eine innerkirchliche Erweckungsbewegung in der Anglikanischen Kirche gewesen.

## Geschichte
Viele der neu angekommenen Siedler waren vom christlichen Glauben und den Kirchen eher entfremdet, aber um 1840 kam es in den amerikanischen Kolonien zur sogenannten Großen Erweckung (englisch: Great Awakening). Besonders der methodistische Prediger George Whitefield erreichte viele Menschen mit seiner evangelistischen Botschaft, und Einwanderer aus England und Irland brachten teilweise ihre methodistischen Überzeugungen bereits mit. 1769 sandte die britische Konferenz der Methodisten zwei Prediger nach Nordamerika, 1773 wurde die erste jährliche Konferenz abgehalten und es gab 1160 Methodisten in den Kolonien. Sogenannte Bezirksreiter, Reiseprediger zu Pferd, ritten in einem Bezirk von Gemeinde zu Gemeinde, um dort zu predigen. Dazwischen übernahmen Laienprediger diese Aufgaben.
Der starke Wunsch nach einer eigenständigen Kirche ergab sich durch den Priestermangel, der in den britischen Kolonien vor und kurz nach der amerikanischen Revolution herrschte. Nach der Unabhängigkeit der Dreizehn Kolonien 1783 waren viele anglikanische Priester nach England zurückgekehrt oder in die weiterhin königstreuen Kolonien des heutigen Kanada gegangen. So war es für die Bewohner der Neuen Welt dann nur schwer möglich, die Sakramente in der Anglikanischen Kirche zu empfangen. Anglikaner, die von der Erweckungsbewegung weniger beeinflusst waren, strebten zwar eine eigenständige Bischofsfolge in den USA an, aber es war 1784 noch nicht klar, ob und wie dieses Projekt mit Erfolg durchgeführt werden konnte. Gleichzeitig waren wegen des Kriegs die englischen Methodisten, die sich mit John Wesley und durch ihn auch mit der anglikanischen Kirche verbunden fühlten, nach England zurückgekehrt und hatten das Feld den amerikanisch-patriotischen Methodisten überlassen, deren Bindung an John Wesley weniger eng und an die anglikanische Kirche praktisch bedeutungslos war, die dafür aufgrund der Zeitumstände ein starkes Unabhängigkeitsdenken hatten. So hatte John Wesley im September 1784 seine rechte Hand, Thomas Coke, und den jungen Laienprediger Francis Asbury zu Superintendenten ernannt, womit im Dezember 1784 eine eigenständige Kirchenordnung begründet wurde. Anders als in England, wo solche Schritte noch ein weiteres Jahrhundert unterblieben, sah sich Wesley zu diesem Schritt ermächtigt, da durch die Trennung der USA von England die Autorität der Church of England sich nicht länger auf die unabhängig gewordenen Dreizehn Kolonien erstreckte.
Praktisch alle amerikanischen Kirchen der methodistischen Tradition haben sich direkt oder indirekt aus dieser Bischöflichen Methodistenkirche entwickelt, die während den zehn Tagen der Weihnachtskonferenz ab 24. Dezember 1784 in der Lane-Kapelle in Baltimore gegründet wurde. Nur gerade vierzig Tage zuvor, am 14. November 1784, wurde die entscheidende Konferenz in Barett-Kapelle in Frederica, Delaware, angekündigt. 81 Personen nahmen an dieser Weihnachtskonferenz teil, knapp sechzig davon waren Laienprediger, nur gerade Thomas Coke, Richard Whatcoat und Thomas Vasey waren bereits ordinierte Pastoren, was durch Wesley Anfang September 1784 in England durchgeführt worden war. Zwölf Laienprediger wurden dort zu Ältesten gewählt. Francis Asbury, der damals ein junger Laienprediger war, bestand darauf, nicht nur von Wesley zum Superintendenten ernannt, sondern von der Konferenz gewählt zu werden, was dann auch geschah. Etwa zwei Jahre darauf wurden er und Thomas Coke Bischöfe der Methodistenkirche genannt, was sich später eingebürgert hatte.
Der deutsche Auswanderer und Pietist Philipp Wilhelm Otterbein war zeitweilig auch in der Bischöflichen Methodistenkirche tätig. Mit Glaubensgenossen gründete er 1800 die selbständige Kirche Vereinigte Brüder in Christo. Eine andere Gruppe nannte sich 1807 Neuformierte Methodistenkonferenz und ab 1816 Evangelische Gemeinschaft. Beide Kirchen wurden 1946 zur Evangelical United Brethren Church zusammengeschlossen.
Da die Schwarzen nicht gleichwertig in die Bischöfliche Methodistenkirche aufgenommen wurden, bildete sich 1816 die African Methodist Episcopal Church. Der ehemalige Sklave Richard Allen wurde von Bischof Francis Asbury ordiniert, und er weihte auch das erste Kirchengebäude der neuen African Methodist Episcopal Church in Philadelphia ein. Wenige Jahre später entstand in New York City eine weitere Gemeinschaft schwarzer Methodisten, die eine eigene Kirche bildeten und sich African Methodist Episcopal Zion Church nannten. Deren Bischöfe hatten weniger Rechte und Befugnisse als die er Bischöflichen Methodistenkirche.

### Geschichte in Europa
Der Schweizer Zweig der Bischöflichen Methodistenkirche entstand am 24. Februar 1856 in Lausanne.
Nach Deutschland kamen im 19. Jahrhundert sowohl britische methodistische Missionare als auch Rückkehrer aus den USA, die zur bischöflichen Methodistischen Kirche gehörten. Letztere gründeten 1858 eine Predigerschule in Bremen, die 1869 nach Frankfurt am Main umzog. Als 1872 in Württemberg das Dissidentengesetz in Kraft trat, das auch den Methodisten eigene kirchliche Organisationen erlaubte, nutzten sie dies zur Gemeindebildung. 1897 vereinigten sich beide Gruppierungen unter dem Namen Bischöfliche Methodistenkirche. 1905 schlossen sich noch weitere Gemeinden an, die durch Mitglieder der Kirche der Vereinigten Brüder in Christo entstanden waren. 1939 vereinigte sich die Bischöfliche Methodistenkirche mit der Methodist Protestant Church und der Methodist Episcopal Church, South zur Methodistenkirche, diese Vereinigung hatte weltweit 7,7 Millionen Mitglieder. 1968 vereinigte sich die Methodistenkirche mit der Evangelischen Vereinigten Brüderkirche zur Evangelisch-methodistischen Kirche (EmK).

## Kirchenstruktur
Siehe Kirchenstruktur der methodistischen und wesleyanischen Kirchen

## Lehre
Siehe Besonderheiten der wesleyanischen Tradition.